# Алексеевка (Марьяновский район)
Алексе́евка — деревня в Марьяновском районе Омской области России, в составе Васильевского сельского поселения.
Население — 388 (2010)

## Физико-географическая характеристика
Алексеевка находится в лесостепи в пределах Ишимской равнины, являющейся частью Западно-Сибирской равнины. В окрестностях населённого пункта распространены лугово-чернозёмные солонцеватые и солончаковые почвы и солонцы луговые. Гидрографическая сеть не развита: реки и озёра вблизи деревни отсутствуют.
По автомобильным дорогам расстояние до областного центра города Омск составляет 50 км, до районного центра посёлка Марьяновка — 6 км. Ближайшая железнодорожная станция Марьяновка расположена в районном центре.
Часовой пояс
Алексеевка,как и вся Омская область находится в часовой зоне МСК+3. Смещение применяемого времени относительно UTC составляет +6:00.

## История
Основана немецкими переселенцами из Причерноморья в 1900 году. На момент основания верующие преимущество меннониты. До 1917 года поселение входило в состав Омского уезда Акмолинской области.

## Население
| 1920 | 1926 | 1979 | 1989 | 2010 |
| ---- | ---- | ---- | ---- | ---- |
| 120  | ↘115 | ↗383 | ↘318 | ↗388 |

В 1989 году немцы составляли 68 % населения деревни.